# Метью Абейсінгх
Метью Абейсінгх (19 березня 1996) — шрі-ланкійський плавець.
Учасник Олімпійських Ігор 2016 та 2020 років.
Уасник Азійських ігор 2018 та 2022 років.